# Ельник (Московская область)
Ельник — деревня в Можайском районе Московской области в составе Порецкого сельского поселения. Численность постоянного населения по Всероссийской переписи 2010 года — 6 человек. До 2006 года Ельник входил в состав Синичинского сельского округа.
Деревня расположена на западе района, примерно в 7 км к северу от Уваровки, у истока безымянного правого притока реки Лусянка (приток Москва-реки), высота центра над уровнем моря 221 м. Ближайшие населённые пункты — Вельяшево на севере, Тиунцево на юге и Каменка на юго-западе.